# Denise Cacheux
Denise Cacheux (Nancy, 18 de marzo de 1932-Lille, 12 de diciembre de 2023) fue una política francesa.

## Trayectoria
Cacheux nació en una familia obrera. Pasó su juventud en Rouen donde se diplomó como enfermera y después como asistente social. Fue elegida diputada dos veces del departamento Norte de Francia. Durante su carrera política, fue adjunta al alcalde de Lille y consejera regional de Norte-Paso de Calais durante varios años.
Se definía como feminista. Ingresó en una asociación presidida por Jacques Delors y después se acercó al entorno de François Mitterrand. Inició su militancia socialista en 1971 después del congreso de Épinay, uno de los congresos obreros organizados por el Partido Socialista de Francia. Fue elegida ese mismo año para el Consejo Municipal de Lille. Enseguida, se convirtió en adjunta de Pierre Mauroy y en 1977, en responsable de la democracia participativa. Fue también elegida consejera regional de Norte-Paso de Calais en 1979, y en 1981 llegó a ser primera adjunta.
Cacheux se presentó a las elecciones legislativas de 1978 en las que fue derrotada. Tres años más tarde, al ser suplente de Jean Le Garrec se convirtió en diputada por Cambrai tras ser seleccionado este último para el gobierno. Al año siguiente, se convirtió en Vicepresidenta del grupo socialista. En 1986, fue la primera mujer elegida cuestora de la Asamblea nacional. Perdió su escaño en 1986 pero lo recuperó al año siguiente; después, en 1988, fue elegida en la 5.ª circunscripción del Norte. Dejó la política en 1993.
Cacheux estuvo muy comprometida con el medio asociativo. De 2000 a junio de 2013, fue presidenta de la asociación de las superintendentes de fábrica y servicios sociales y después de 2013, su presidenta de honor. Presidió igualmente el centro social Lazare Garreau en Lille.

## Reivindicación feminista
En 1970, iba a entrar en compañía de otra política francesa, Michèle Alliot-Marie, en la Asamblea Nacional de Francia cuando los ordenanzas les prohibieron el acceso al recinto por llevar pantalones. Ante esta situación, Alliot-Marie declaró que si lo que molestaba era el pantalón, estarían dispuestas a quitárselo. Con este argumento, consiguieron convencer a los ordenanzas para que les permitieran el paso. Este hecho sentó un precedente para otras políticas.

## Reconocimientos
- 2011,  Legión de Honor